# Élections municipales de 2001 à Québec
Les élections municipales de 2001 à Québec se sont déroulées le 4 novembre 2001.

## Contexte
Il s'agit de la première élection municipale à l'échelle du nouveau territoire de la ville, résultant du processus de réorganisation municipal qui aboutira le 1er janvier 2002. Ainsi, les citoyens de 12 municipalités de banlieue se joignent aux électeurs de Québec pour déterminer la composition d'un futur conseil municipal. Andrée P. Boucher, alors mairesse de Sainte-Foy et farouchement opposée aux fusions municipales, fonde l'Action civique de Québec. Le maire sortant, Jean-Paul L'Allier, tente d'unir tous les citoyens en créant de son côté le Renouveau municipal de Québec. Ce dernier est issu de son ancien parti, le Rassemblement populaire, ainsi que de l'Union municipale de Beauport et du Mouvement réforme municipale de Charlesbourg.
Au terme des élections, le maire L'Allier est réélu à son poste mais le conseil municipal de Québec est composé d'une majorité de conseillers qui lui sont opposés.

## Résultats

### Mairie
| Candidat           | Parti politique               | Voix    | Suffrages | Sièges au conseil municipal |
| ------------------ | ----------------------------- | ------- | --------- | --------------------------- |
| Jean-Paul L'Allier | Renouveau municipal de Québec | 135 824 | 57,6 %    | 16 / 39                     |
| Andrée P. Boucher  | Action civique                | 87 856  | 37,3 %    | 23 / 39                     |

### Conseil municipal

#### Québec
| Candidat | Candidat          | Parti               | Voix  | Pourcentage |
| -------- | ----------------- | ------------------- | ----- | ----------- |
|          | Jacques Joli-Cœur | Renouveau municipal | 2 950 | 68,6%       |
|          | Patrice Biron     | Action civique      | 1 352 | 31,4%       |
| Total    | Total             | Total               | 4 302 | 100 %       |

| Candidat | Candidat          | Parti               | Voix  | Pourcentage |
| -------- | ----------------- | ------------------- | ----- | ----------- |
|          | Ann Bourget       | Renouveau municipal | 4 874 | 74,3%       |
|          | Pierre Saint-Maur | Action civique      | 1 683 | 25,7%       |
| Total    | Total             | Total               | 6 557 | 100 %       |

| Candidat | Candidat       | Parti               | Voix  | Pourcentage |
| -------- | -------------- | ------------------- | ----- | ----------- |
|          | Yvon Bussières | Renouveau municipal | 4 059 | 70,5%       |
|          | Simon Morency  | Action civique      | 1 702 | 29,5%       |
| Total    | Total          | Total               | 5 761 | 100 %       |

| Candidat | Candidat       | Parti               | Voix  | Pourcentage |
| -------- | -------------- | ------------------- | ----- | ----------- |
|          | Lynda Cloutier | Renouveau municipal | 5 127 | 79,6%       |
|          | Yvan Gignac    | Action civique      | 1 314 | 20,4%       |
| Total    | Total          | Total               | 6 441 | 100 %       |

| Candidat | Candidat        | Parti               | Voix  | Pourcentage |
| -------- | --------------- | ------------------- | ----- | ----------- |
|          | Louise Lapointe | Renouveau municipal | 3 033 | 52,7%       |
|          | Réjean Gignac   | Action civique      | 2 083 | 36,2%       |
|          | Guy Gravel      | Indépendant         | 639   | 11,1%       |
| Total    | Total           | Total               | 5 755 | 100 %       |

| Candidat | Candidat        | Parti               | Voix  | Pourcentage |
| -------- | --------------- | ------------------- | ----- | ----------- |
|          | Luc Lafrance    | Renouveau municipal | 3 002 | 58,2%       |
|          | François Picard | Action civique      | 2 160 | 41,8%       |
| Total    | Total           | Total               | 5 162 | 100 %       |

| Candidat | Candidat       | Parti               | Voix  | Pourcentage |
| -------- | -------------- | ------------------- | ----- | ----------- |
|          | Paul Gardon    | Renouveau municipal | 3 347 | 62,8%       |
|          | Sylvain Légaré | Action civique      | 1 981 | 37,2%       |
| Total    | Total          | Total               | 5 328 | 100 %       |

| Candidat | Candidat        | Parti               | Voix  | Pourcentage |
| -------- | --------------- | ------------------- | ----- | ----------- |
|          | Gérald Poirier  | Renouveau municipal | 4 137 | 72,8%       |
|          | Doris Deschamps | Action civique      | 1 546 | 27,2%       |
| Total    | Total           | Total               | 5 683 | 100 %       |

| Candidat | Candidat      | Parti               | Voix  | Pourcentage |
| -------- | ------------- | ------------------- | ----- | ----------- |
|          | Guylaine Noël | Renouveau municipal | 2 713 | 55,4%       |
|          | Édith Bérubé  | Action civique      | 1 824 | 37,3%       |
|          | Louise Caron  | Indépendant         | 359   | 7,3%        |
| Total    | Total         | Total               | 4 896 | 100 %       |

| Candidat | Candidat       | Parti               | Voix  | Pourcentage |
| -------- | -------------- | ------------------- | ----- | ----------- |
|          | Alain Loubier  | Renouveau municipal | 2 454 | 56,9%       |
|          | R. Chamberland | Action civique      | 1 857 | 43,1%       |
| Total    | Total          | Total               |       | 100 %       |

| Candidat | Candidat         | Parti               | Voix  | Pourcentage |
| -------- | ---------------- | ------------------- | ----- | ----------- |
|          | Odile Roy        | Renouveau municipal | 3 178 |             |
|          | Raymonde Fillion | Action civique      | 1 190 |             |
| Total    | Total            | Total               |       | 100 %       |

| Candidat | Candidat          | Parti               | Voix  | Pourcentage |
| -------- | ----------------- | ------------------- | ----- | ----------- |
|          | Claude Larose     | Renouveau municipal | 2 773 |             |
|          | Jacques Latulippe | Action civique      | 1 829 |             |
| Total    | Total             | Total               |       | 100 %       |

| Candidat | Candidat        | Parti               | Voix  | Pourcentage |
| -------- | --------------- | ------------------- | ----- | ----------- |
|          | France Dupont   | Renouveau municipal | 2 893 |             |
|          | Claude Gosselin | Action civique      | 1 764 |             |
| Total    | Total           | Total               |       | 100 %       |

| Candidat | Candidat         | Parti               | Voix  | Pourcentage |
| -------- | ---------------- | ------------------- | ----- | ----------- |
|          | Jacques Jobin    | Renouveau municipal | 3 750 |             |
|          | Denyse Labrecque | Action civique      | 1 891 |             |
| Total    | Total            | Total               |       | 100 %       |

#### Val-Bélair
| Candidat | Candidat         | Parti               | Voix  | Pourcentage |
| -------- | ---------------- | ------------------- | ----- | ----------- |
|          | Jean-Marie Matte | Renouveau municipal | 3 183 |             |
|          | Claude Beaudoin  | Action civique      | 2 389 |             |
| Total    | Total            | Total               |       | 100 %       |

#### Lac-Saint-Charles
| Candidat | Candidat           | Parti               | Voix  | Pourcentage |
| -------- | ------------------ | ------------------- | ----- | ----------- |
|          | Jean-Claude Bolduc | Action civique      | 2 723 |             |
|          | Denis Tessier      | Renouveau municipal | 1 528 |             |
| Total    | Total              | Total               |       | 100 %       |

#### Loretteville
| Candidat | Candidat      | Parti               | Voix  | Pourcentage |
| -------- | ------------- | ------------------- | ----- | ----------- |
|          | Denis Giguère | Action civique      | 2 387 |             |
|          | Serge Genest  | Renouveau municipal | 2 157 |             |
|          | Robert Martel | Indépendant         | 1 765 |             |
| Total    | Total         | Total               |       | 100 %       |

#### Saint-Émile
| Candidat | Candidat        | Parti               | Voix  | Pourcentage |
| -------- | --------------- | ------------------- | ----- | ----------- |
|          | Renaud Auclair  | Action civique      | 3 424 |             |
|          | Richard Rheault | Renouveau municipal | 2 042 |             |
| Total    | Total           | Total               |       | 100 %       |

#### Sainte-Foy
| Candidat | Candidat           | Parti               | Voix  | Pourcentage |
| -------- | ------------------ | ------------------- | ----- | ----------- |
|          | Guy Rochon         | Action civique      | 3 213 | 50,8%       |
|          | Pierre Morissette  | Renouveau municipal | 2 714 | 42,9%       |
|          | L.-Richard Lasnier | Indépendant         | 399   | 6,3%        |
| Total    | Total              | Total               | 6 326 | 100 %       |

| Candidat | Candidat      | Parti               | Voix  | Pourcentage |
| -------- | ------------- | ------------------- | ----- | ----------- |
|          | Gilles Bolduc | Action civique      | 3 853 | 54,4%       |
|          | Jean Normand  | Renouveau municipal | 2 496 | 35,3%       |
|          | Guy Marcotte  | Indépendant         | 732   | 10,3%       |
| Total    | Total         | Total               | 7 081 | 100 %       |

| Candidat | Candidat           | Parti               | Voix  | Pourcentage |
| -------- | ------------------ | ------------------- | ----- | ----------- |
|          | Claude Allard      | Action civique      | 3 893 | 59,9%       |
|          | Francine B. Boutet | Renouveau municipal | 1 927 | 29,7%       |
|          | Claude Bécotte     | Indépendant         | 428   | 6,6%        |
|          | Pierre Allard      | Indépendant         | 248   | 3,8%        |
| Total    | Total              | Total               | 6 496 | 100 %       |

| Candidat | Candidat         | Parti               | Voix  | Pourcentage |
| -------- | ---------------- | ------------------- | ----- | ----------- |
|          | Gilles Latulippe | Action civique      | 3 790 | 57,7%       |
|          | Jacques Langlois | Renouveau municipal | 2 124 | 32,3%       |
|          | Denis Racine     | Indépendant         | 654   | 10,0%       |
| Total    | Total            | Total               | 6 568 | 100 %       |

| Candidat | Candidat       | Parti               | Voix  | Pourcentage |
| -------- | -------------- | ------------------- | ----- | ----------- |
|          | Guy Perrault   | Action civique      | 3 304 |             |
|          | Diane Bourbeau | Renouveau municipal | 2 454 |             |
| Total    | Total          | Total               |       | 100 %       |

| Candidat | Candidat      | Parti               | Voix  | Pourcentage |
| -------- | ------------- | ------------------- | ----- | ----------- |
|          | Henry Jenkins | Action civique      | 3 218 |             |
|          | Conrad Verret | Renouveau municipal | 1 822 |             |
|          | Guy Filion    | Indépendant         | 1 259 |             |
| Total    | Total         | Total               |       | 100 %       |

#### Cap-Rouge
| Candidat | Candidat         | Parti               | Voix  | Pourcentage |
| -------- | ---------------- | ------------------- | ----- | ----------- |
|          | Normand Chatigny | Renouveau municipal | 3 341 |             |
|          | France Hamel     | Action civique      | 2 481 |             |
|          | Pierre Garneau   | Indépendant         | 1 060 |             |
| Total    | Total            | Total               |       | 100 %       |

#### L'Ancienne-Lorette
| Candidat | Candidat           | Parti               | Voix  | Pourcentage |
| -------- | ------------------ | ------------------- | ----- | ----------- |
|          | Daniel Dupuis      | Action civique      | 4 379 |             |
|          | Jean-Paul Marchand | Renouveau municipal | 2 065 |             |
|          | Éric Caire         | Indépendant         | 827   |             |
| Total    | Total              | Total               |       | 100 %       |

#### Saint-Augustin-de-Desmaures
| Candidat | Candidat         | Parti               | Voix  | Pourcentage |
| -------- | ---------------- | ------------------- | ----- | ----------- |
|          | Marcel Corriveau | Action civique      | 5 231 |             |
|          | Michel Gagnon    | Renouveau municipal | 1 324 |             |
| Total    | Total            | Total               |       | 100 %       |

#### Charlesbourg
| Candidat | Candidat         | Parti               | Voix  | Pourcentage |
| -------- | ---------------- | ------------------- | ----- | ----------- |
|          | Clément Coulombe | Action civique      | 2 667 | 47,6%       |
|          | Denise Trudel    | Renouveau municipal | 2 279 | 40,7%       |
|          | Louis Létourneau | Indépendant         | 379   | 11,7%       |
| Total    | Total            | Total               | 5 325 | 100 %       |

| Candidat | Candidat           | Parti               | Voix  | Pourcentage |
| -------- | ------------------ | ------------------- | ----- | ----------- |
|          | Ralph Mercier      | Action civique      | 4 961 | 68,1%       |
|          | Ghislaine Bussière | Renouveau municipal | 2 322 | 31,9%       |
| Total    | Total              | Total               | 7 282 | 100 %       |

| Candidat | Candidat     | Parti               | Voix  | Pourcentage |
| -------- | ------------ | ------------------- | ----- | ----------- |
|          | André Gignac | Action civique      | 4 363 | 62,0%       |
|          | Michel Hamel | Renouveau municipal | 2 675 | 38,0%       |
| Total    | Total        | Total               |       | 100 %       |

| Candidat | Candidat        | Parti               | Voix  | Pourcentage |
| -------- | --------------- | ------------------- | ----- | ----------- |
|          | Guy Poirier     | Action civique      | 3 626 | 51,9%       |
|          | Odette Simoneau | Renouveau municipal | 3 365 | 48,1%       |
| Total    | Total           | Total               |       | 100 %       |

| Candidat | Candidat             | Parti               | Voix  | Pourcentage |
| -------- | -------------------- | ------------------- | ----- | ----------- |
|          | Jean-Marie Laliberté | Action civique      | 3 764 | 56,9%       |
|          | Carl Leclerc         | Renouveau municipal | 2 849 | 43,1%       |
| Total    | Total                | Total               |       | 100 %       |

#### Beauport
| Candidat | Candidat        | Parti               | Voix  | Pourcentage |
| -------- | --------------- | ------------------- | ----- | ----------- |
|          | Jean Blanchet   | Action civique      | 3 212 | 53,5%       |
|          | Claude Cauchon  | Renouveau municipal | 2 402 | 40,0%       |
|          | Pierre Thibault | Indépendant         | 394   | 6,5%        |
| Total    | Total           | Total               |       | 100 %       |

| Candidat | Candidat         | Parti               | Voix  | Pourcentage |
| -------- | ---------------- | ------------------- | ----- | ----------- |
|          | Lisette Lepage   | Action civique      | 3 117 | 51,0%       |
|          | Francine Thérien | Renouveau municipal | 3 000 | 49,0%       |
| Total    | Total            | Total               |       | 100 %       |

| Candidat | Candidat          | Parti               | Voix  | Pourcentage |
| -------- | ----------------- | ------------------- | ----- | ----------- |
|          | Carol St-Pierre   | Action civique      | 3 617 | 56,7%       |
|          | Élaine Lefrançois | Renouveau municipal | 2 758 | 43,3%       |
| Total    | Total             | Total               |       | 100 %       |

| Candidat | Candidat          | Parti               | Voix  | Pourcentage |
| -------- | ----------------- | ------------------- | ----- | ----------- |
|          | Jean-Luc Duclos   | Action civique      | 3 743 | 52,3%       |
|          | Jean-Paul Michaud | Renouveau municipal | 3 408 | 47,7%       |
| Total    | Total             | Total               |       | 100 %       |

| Candidat | Candidat             | Parti               | Voix  | Pourcentage |
| -------- | -------------------- | ------------------- | ----- | ----------- |
|          | Jacques Langlois     | Action civique      | 4 035 | 67,75%      |
|          | Jean-François Bolduc | Renouveau municipal | 1 921 | 32,25%      |
| Total    | Total                | Total               |       | 100 %       |

#### Sillery
| Candidat | Candidat       | Parti               | Voix  | Pourcentage |
| -------- | -------------- | ------------------- | ----- | ----------- |
|          | Paul Shoiry    | Action civique      | 5 584 | 72,4%       |
|          | Esther Taillon | Renouveau municipal | 2 128 | 27,6%       |
| Total    | Total          | Total               | 7 712 | 100 %       |

#### Vanier
| Candidat | Candidat      | Parti               | Voix  | Pourcentage |
| -------- | ------------- | ------------------- | ----- | ----------- |
|          | Richard Côté  | Action civique      | 3 480 | 64,5%       |
|          | Gilles Plante | Renouveau municipal | 1 912 | 35,5%       |
| Total    | Total         | Total               | 5 392 | 100 %       |